# Risto Suomi
Risto Eino Olavi Suomi, född 23 september 1951 i Helsingfors, är en finländsk målare och grafiker. 
Suomi studerade 1969–1970 och 1976–1977 vid Fria konstskolan och gick 1972–1974 och 1977–1978 på Aukusti Tuhkas grafikkurser. Han inledde sin bana med symbolistiska travestier på kända konstverk och bilder där glansbildsartade figurer eller djur – ofta harar – uppträdde i naivt skildrade men ofta surrealistiskt gåtfulla situationer. Senare växte hans bildformat och fotografiska inslag kombinerade med abstrakta färgytor blev vanligare. En liknande bildvärld förekommer också i hans litografier. Han representerade Finland på biennalen i São Paulo 1985. Lärare vid Konstindustriella högskolan sedan 1984. 